# Białorybica
Białorybica (Stenodus leucichthys) – gatunek anadromicznej ryby łososiokształtnej, zaliczany do siejowatych (Coregoninae), blisko spokrewniony z nelmą (Stenodus nelma). Obydwa taksony były wcześniej klasyfikowane jako podgatunki w obrębie Stenodus leucichthys. Białorybica wymarła w warunkach naturalnych. Przetrwały jedynie populacje hodowlane.

## Występowanie
Właściwa białorybica (klasyfikowana wcześniej jako Stenodus leucichthys leucichthys) żyła w Morzu Kaspijskim i jego zlewisku (Wołga, Ural i Terek). Żyły w przybrzeżnej strefie mórz, w pobliżu estuariów. Na tarło wpływały do rzek. W Związku Radzieckim była hodowana na dużą skalę. Pod koniec lat 90. XX wieku liczba osobników hodowlanych drastycznie spadła.

## Opis
Osiąga długość 120 cm i do 20 kg masy ciała. Ciało bocznie spłaszczone, głowa duża, zakończona dużym pyskiem, dolna szczęka wysunięta do przodu. Boki srebrzyste z jaśniejszym spodem. Grzbiet z zielonkawym, niebieskawym lub brązowawym połyskiem. Płetwa tłuszczowa obecna. Płetwa grzbietowa i ogonowa ciemno obrzeżone. Łuski duże, 90–120 w linii bocznej. W Wołdze wyróżnia się dwie formy – wiosenną i jesienną – różniące się terminem wpływu do rzeki.

## Odżywianie
Białorybica żywi się mniejszymi rybami z rodziny babkowatych, siejowatych i karpiowatych, młode – planktonem i bezkręgowcami.

## Rozród
Wędrówki odbywała wiosną lub jesienią. W ich trakcie nie pobierała pokarmu. Ikra była składana na dnie rzeki. Larwy zaraz po wylęgu rozpoczynały spływ do morza. Dwuletnie osobniki mają przeciętnie ok. 50 cm, pięcioletnie 80–90 cm długości.